# 罗伯特·金西
罗伯特·金西（英語：Robert Kinsey，1897年5月9日—1964年9月18日），美国、墨西哥男子网球运动员。他曾获得1924年美国网球锦标赛男子双打冠军。他曾在1927年至1929年代表墨西哥参加戴维斯杯。

## 家庭
弟弟霍华德·金西。